# Eneko Belausteguigoitia
Eneko Belausteguigoitia Arocena (Torreón, 7 de diciembre de 1933-Mérida, 8 de junio de 2025) fue un empresario, mecenas y promotor cultural mexicano de origen vasco. Se desempeñó como miembro fundador del IPADE Business School (Instituto Panamericano de Alta Dirección de Empresa) y cofundador de la Fundación E. Arocena, quienes establecieron el Museo Arocena en Torreón.

## Biografía
Nació el 7 de diciembre de 1933 dentro del seno de una familia de empresarios de origen vasco afincada en la zona de la Comarca Lagunera. Fue hijo de Francisco Belausteguigoitia Landaluce y Elvira Arocena, así como nieto de Rafael Arocena y Arbide, un importante agricultor vasco quien fue pionero en el cultivo del algodón en la región de La Laguna.
Cursó sus estudios superiores en la Ciudad de México y más tarde se especializó en administración y negocios. Formó parte del grupo de empresarios que, junto con Carlos Llano Cifuentes, Manuel Senderos Irigoyen, Gastón Azcárraga Tamayo, Fernando Casas, José María Basagoiti, entre otros, fundó el IPADE Business School (Instituto Panamericano de Alta Dirección de Empresa) en 1967, formando parte de la primera promoción de esta prestigiosa escuela de negocios en México.
Durante más de cinco décadas participó en diversas industrias y ocupó cargos directivos en múltiples empresas, dentro de las que se destacó como presidente del Grupo Beta San Miguel, uno de los consorcios azucareros más grandes de México. Así mismo fue presidente del Patronato del Colegio de las Vizcaínas, institución educativa fundada por la diáspora vasca en el siglo XVIII.
Dentro de su labor como promotor cultural estableció la Fundación E. Arocena junto a José Pinto Mazal y Gustavo Díaz de León Hernández, quienes emprendieron un proyecto museístico a finales del siglo XX, el cual derivó en la apertura del Museo Arocena el 27 de agosto de 2006 en el edificio del antiguo Casino de La Laguna, en el Centro Histórico de Torreón. Dicho recinto resguarda una colección de 2 mil piezas de arte que forman parte del acervo cultural de la ciudad.

### Vida personal
Falleció el 8 de junio de 2025, en Mérida, Yucatán, ciudad donde residió los últimos años de su vida. Le sobreviven sus hermanas Ibone, clavadista quien representó a México en los Juegos Olímpicos de Londres 1948 y Bibiñe, primera mujer que logró el título de campeona de Euskadi de Tenis.